# Josef Gruss (lékař)
Josef (Joe) Gruss (8. června 1884 Praha – 20. května 1968 Praha) byl český sportovec, lékař, sportovní funkcionář a organizátor, vysokoškolský pedagog a publicista.

## Život
Jeho otcem byl astronom a vysokoškolský pedagog Gustav Gruss (1854–1922). 
Jednalo se o druhého českého člena Mezinárodního olympijského výboru a předsedu Československého olympijského výboru v letech 1929 až 1951, gynekologa a porodníka, vysokoškolského učitele a všestranného sportovce (šermíře – člena ČŠK Riegel, tenistu, lyžaře, fotbalistu, ledního hokejistu a atleta). Dále také o jednoho z tzv. prvních osmi hokejových mušketýrů respektive o jednoho z prvních osmi českých reprezentantů v ledním hokeji, kteří reprezentovali Čechy poprvé v letech 1908 až 1909, zde hrál jako hokejový brankář (a zároveň byl vedoucím české výpravy a delegátem mezinárodního kongresu LIHG). Josef Gruss v roce 1908 spoluzaložil Český svaz hokejový, jako funkcionář také působil v mateřském sportovním klubu SK Slavia, dále pracoval ve sportovních orgánech šermu (v letech 1922 až 1929 předseda ČŠK Riegel, v letech 1920 až 1925 předseda Československého šermířského svazu) a atletiky, byl i předsedou České sportovní obce. V letech 1945 až 1946 působil též jako předseda České gynekologické a porodnické společnosti, v letech 1936 až 1945 pracoval také jako šéfredaktor odborného časopisu vydávaného touto lékařskou společnosti pod názvem Československá gynekologie. V roce 2010 byl uveden do Síně slávy českého hokeje.

## Zajímavost
- Na Letních olympijských hrách 1908 v Londýně reprezentoval v tenisu pod pseudonymem Josef Mičovský. Ve dvouhře skrečoval utkání prvního kola proti Maďarovi Edemu Tóthovi. Do čtyřhry s Josefem Rösslerem-Ořovským už nenastoupil.
- Byl také prvním překladatelem pravidel fotbalu a ledního hokeje do češtiny.